# Most Šeher-Ćehaja
Most Šeher Ćehaja (bośniacki, chorwacki i serbski: Šeher-Ćehajina ćuprija / Шехер-Ћехајина ћуприја) – most na rzece Miljacka w Sarajewie, w Bośni i Hercegowinie.
Jego nazwę można tłumaczyć jako „Most Burmistrza”.
Podczas panowania osmańskiego w Sarajewie zbudowano 13 mostów. Jednym z najbardziej imponujących jest most Šeher Ćehaja. Jedynym pisemnym dokumentem wskazującym na rok wzniesienia mostu jest transkrypcja chronogramu w Mostarze, wskazująca, że został on zbudowany w 994 roku kalendarza muzułmańskiego (1585/1586 n.e.). Most został zbudowany przez „Aliję znanego jako Hafizadić”.
Most Šeher Ćehaja był kilkukrotnie uszkadzany: podczas powodzi w 1619 i 1629 roku, a także w 1843 roku, kiedy Miljacka zniszczyła dwa filary podczas naprawy mostu. Most został ponownie uszkodzony w 1880 roku.
Most jest wpisany na Listę Pomników Narodowych Bośni i Hercegowiny przez KONS.